# 北源乡
北源乡，是中华人民共和国江西省吉安市吉安县下辖的一个乡镇级行政单位。

## 行政区划
北源乡下辖以下地区：
郭家店村、南源村、北源村、下院村、义丰村、亭前村、官塘村、合和村、半江村、渔塘村、峨田村、树院村、下里家村、濠源村、南坑村和瓜塘村。